# Jean Alcénat
Jean Sony Alcénat (* 23. Januar 1986 in Port-au-Prince) ist ein haitianischer ehemaliger Fußballspieler. Er war Außenverteidiger.

## Karriere

### Verein
Die Karriere von Alcénat begann bei Aigle Noir in seiner Heimatstadt Port-au-Prince. Im Jahr 2004 kam er zu seinen ersten Einsätzen in der Ligue Haïtienne, der ersten Liga Haitis. Dort kämpfte er mit seinem Klub meist um den Klassenverbleib. Anfang 2009 verließ er sein Heimatland zum portugiesischen Erstligisten Leixões SC. Nach neun Einsätzen im ersten Jahr wurde er in der Spielzeit 2009/10 zur Stammkraft, musste mit seinem Klub am Saisonende absteigen. Er blieb seinem Verein auch in der Segunda Liga treu, verließ ihn aber nach dem verpassten Wiederaufstieg im Sommer 2011 zu Erstligist Rio Ave FC.
Im Sommer 2012 wechselte Alcénat zu Petrolul Ploiești nach Rumänien. Mit dem Pokalsieg 2013 gewann er dort seinen ersten Titel. In der Rückrunde 2012/13 wurde er nach Anlaufschwierigkeiten zum Stammspieler und schaffte mit seiner Mannschaft in der Spielzeit 2013/14 ebenso die Qualifikation zur UEFA Europa League. Im Sommer 2015 verpflichte ihn Rekordmeister Steaua Bukarest. Dort kam er nur selten zum Einsatz und wurde Anfang 2016 an den FC Voluntari verliehen. Auch dort kam er nur auf fünf Einsätze. Nach seiner Rückkehr zu Steaua verbesserte sich seine Situation im Sommer 2016 nicht. Alcénat schloss sich im August 2016 dem portugiesischen Erstligisten CD Feirense an. 2019 beschloss er seine Karriere beim Fk Ventspils. 

### Nationalmannschaft
Alcénat ist seit 2007 für die haitianische Nationalmannschaft im Einsatz. Er nahm am Gold Cup 2007 und 2013 teil. Er wurde in einem Spiel der Copa América Centenario 2016 für die Mannschaft Haitis eingesetzt.

## Erfolge
- Rumänischer Pokalsieger: 2013